# Afrikaanderplein
Le Afrikaanderplein est une place de Rotterdam aux Pays-Bas. Chaque mercredi et samedi y a lieu le « marché d'Afrikaander », l'un des plus importants et multiculturels des Pays-Bas.

## Situation et accès
La place, qui comprend en son sein le Afrikaanderpark, est située le long de la Paul Krugerstraat dans le sud de la ville.
Ce site est situé non loin des stations de métro Rijnhaven et Maashaven.

## Origine du nom
La place doit son nom de « place afrikaner » au quartier éponyme d'Afrikaanderwijk dont elle est le centre. Ce quartier est conçu à partir de 1895 pour loger les nouveaux habitants de la classe ouvrière de Rotterdam ainsi que les employés des nouveaux ports de Rijnhaven et Maashaven. Au début de l'année 1900, il est décidé de rendre hommage aux Afrikaners engagés dans la seconde guerre des Boers en donnant à ce nouveau quartier des noms en lien à des villes sud-africaines ou à des commandants Boers. Le 7 mars 1900, la place prend ainsi son nom de Afrikaanderplein.

## Anciens terrains de football
On commence à jouer au football sur le terrain présent au milieu de la place à partir du 5 septembre 1904, quand le FVV y joue son premier match après avoir reçu une autorisation de la mairie. Au fil des années plusieurs terrains contigus sont aménagés, ces terrains pauvres en gazon et cabossés sont surnommés « la petite Suisse ».
Le club nouvellement créé de l'Excelsior y joue de 1907 jusqu'à 1912 et son retour au terrain Woudestein à Kralingen.
L'équipe résidente la plus connue est celle du Feyenoord Rotterdam qui y joue de 1909 jusqu'à 1917. Cette année-là, décision est prise par la commune d'aménager les terrains en jardins ouvriers à l'image de ce qui se fait alors au Royaume-Uni. Cet aménagement entraîne le déménagement de Feyenoord au Kromme Zandweg.
Assister aux matchs est gratuit et jusqu'à 1 500 personnes pouvaient se réunir pour regarder les matchs de Feyenoord. En raison de l'absence de vestiaires, les clubs utilisent les cafés adjacents pour se changer. Feyenoord utilise par exemple un local mis à disposition de l'équipe par le propriétaire d'un café au no 63 de la Joubertstraat, Frans Waltmann, afin de s'en servir de vestiaire ou pour y entreposer les buts qui sont montés à chaque match,.